# مايك مارتن
مايك مارتن (بالإنجليزية: Mike Martin)‏ هو سياسي أمريكي، ولد في 9 مارس 1952. حزبياً، نشط في الحزب الجمهوري. وقد انتخب عضو مجلس نواب تكساس.